# انبلا-سا-فلیکس
انبلا-سا-فلیکس (به فرانسوی: Anglars-Saint-Félix) یک کمون در فرانسه است که در canton of Rignac واقع شده‌است. انبلا-سا-فلیکس ۲۲٫۲۲ کیلومتر مربع مساحت دارد ۴۰۰ متر بالاتر از سطح دریا واقع شده‌است.